# 특파원 보고 세계는 지금
《특파원 보고 세계는 지금》은 매주 토요일 밤 9시 30분 ~ 10시 15분에 방송하는 시사교양 프로그램이다.

## 기획 의도
지구촌의 생생한 숨결과 맥박을 전하는 시사교양 프로그램이다.

## 방송 시간
| 방송 채널 | 방송 기간                        | 방송 시간                          | 비고  |
| --------- | -------------------------------- | ---------------------------------- | ----- |
| KBS 1TV   | 2016년 4월 23일~2017년 9월 2일   | 매주 토요일 밤 9시 40분~10시 30분  | [ 3 ] |
| KBS 1TV   | 2018년 4월 14일~2021년 12월 4일  | 매주 토요일 밤 9시 40분~10시 30분  |       |
| KBS 1TV   | 2018년 2월 3일~2018년 4월 7일    | 매주 토요일 밤 9시 20분~10시 10분  | [ 4 ] |
| KBS 1TV   | 2021년 12월 11일~2022년 4월 30일 | 매주 토요일 밤 10시 30분~11시 15분 | [ 5 ] |
| KBS 1TV   | 2022년 5월 7일~2025년 7월 5일    | 매주 토요일 밤 9시 40분~10시 25분  | [ 6 ] |
| KBS 1TV   | 2025년 7월 12일~현재             | 매주 토요일 밤 9시 30분~10시 15분  |       |

## 진행자
| 역대 | 진행자 | 진행 기간                       | 비고  |
| ---- | ------ | ------------------------------- | ----- |
| 1대  | 양영은 | 2016년 4월 23일~2018년 8월 25일 |       |
| 2대  | 강서은 | 2018년 9월 8일~2019년 7월 20일  |       |
| 3대  | 김도연 | 2019년 8월 10일~2020년 6월 27일 |       |
| 4대  | 윤수영 | 2020년 7월 4일~                 | [ 7 ] |

## 구성
| 코너명        | 진행자 |
| ------------- | ------ |
| 위클리 브리핑 |        |
| 핫이슈        |        |
| 이슈 인사이드 |        |
| 현장          |        |
| 글로벌 리포트 |        |

## 타이틀 변천사
| 역대 | 타이틀                  | 방송 기간                       |
| ---- | ----------------------- | ------------------------------- |
| 1대  | 세계는 지금             | 2010년 5월 10일~2011년 5월 26일 |
| 3대  | 세계는 지금             | 2011년 11월 7일~2015년 2월 14일 |
| 2대  | 생방송 세계는 지금      | 2011년 5월 30일~2011년 11월 4일 |
| 4대  | 글로벌 정보쇼 세계인    | 2015년 3월 14일~2016년 3월 26일 |
| 5대  | 특파원 보고 세계는 지금 | 2016년 4월 23일~                |

## 편성 변경 및 결방 사유
일부 스포츠 중계방송과 특집 방송일 경우 결방에는 다음주의 연기로 편성 변경된다.
2016년
- 8월 6일: 2016 리우 올림픽 중계방송 관계로 결방.
- 9월 3일: KBS·CCTV 공동제작 5부작 《임진왜란 1592》 관계로 결방
- 9월 17일: 2016 추석특집의 KBS-CCTV 공동제작 5부작 임진왜란 1592 관계로 2회 연속 결방.
- 12월 31일: <2016 KBS 영상실록> 2016 송년특집 방영 관계로 결방

2017년
- 1월 28일: 2017 설특집 <KBS대기획 요리 인류 도시의 맛> 설특집 관계로 결방
- 5월 6일: 《특집다큐 우리동네 미세먼지 보고서》 특집 관계로 결방
- 5월 20일: 《와일드 코리아》 방송 관계로 결방
- 9월 9일~12월 30일: 2017년 공영방송 총파업으로 인해 방송 중단.

2018년
- 1월 6일~1월 27일: 2017년 공영방송 총파업으로 인해 방송 중단.
- 2월 10일: 밤 9시 20분~11시 30분까지 평창 올림픽 라이브 중계방송 관계로 결방.
- 2월 17일: 평창올림픽 라이브(LIVE) 중계방송 관계로 결방.
- 4월 28일: 밤 9시~9시 50분 <KBS 뉴스 9 주말-주말의 10분 확대연장>과 같은 시각 곧이어 9시 50분~10시 40분 KBS 스페셜 편성 이후 밤 10시 40분~익일 12시 《특집 2018 남북정상회담 비핵화를 향한 미중일의 전략》특집 관계로 결방
- 8월 18일: 밤 8시 30분~11시 20분까지 2018 자카르타-팔렘방 아시안게임 개막식 [수화] 중계방송 특집 관계로 결방.
- 9월 1일: 오후 5시 30분~밤 8시 30분 <여기는 자카르타> 이후 8시 30분~9시 10분 <KBS 뉴스 9 주말> (특집 미표기) 편성 이후 9시 10분~10시 사이언스 오디세이, 10시~11시 10분 생방송 심야토론 이후 연속 관계로 결방
- 12월 29일: 《KBS 영상실록 - 국제편》 송년특집 방송 관계로 결방.

2019년
- 3월 2일: 《3.1운동 100주년 특집 그날이 오면》밤 9시 40분~10시 35분의 특집 관계로 결방.
- 4월 6일: 《3.1운동 및 대한민국 임시정부 100주년 특별기획 3부작 시민의 탄생》(재방송) 특집 재방송의 관계로 결방 이후 KBS 뉴스특보 [수화] 《강원 산불 진화 총력》뉴스특보를 내보내기 직전 특집 편성 이후 결방.
- 7월 27일 ~ 8월 3일: KBS의 비상체제로 ‘휴가철을 맞은 혹서기 편성’으로 최대 적자로 재정 위기 상황으로 인해 방송 중단.
- 9월 14일: 추석특집 편성으로 결방.
- 12월 28일: 《KBS 영상실록 - 국제편》 송년 특집 관계로 결방.

2020년
- 1월 11일: 《2020 특별생방송 정치개혁 국민에게 길을 묻다》 방송 관계로 결방.
- 1월 25일: 2020 설날특집 <특선 다큐멘터리> 《부제 미정》[화면해설] 특집 관계로 결방.
- 8월 1일: 《코로나 200일의 기록 바이러스와 국가》 특집 관계로 결방.
- 8월 8일: 특집 《KBS 뉴스 9 주말》 밤 9시~10시 토요일 20분 연장 특집 뉴스와 밤 10시~11시의 <한국체육 100년 특집 다큐멘터리> 특집 다큐 관계로 결방.
- 10월 3일: 2020 추석특집 《나무야 나무야》 편성 관계로 결방.
- 10월 24일: 《봉오동 청산리 승전 100년 민족영웅 홍범도》 밤 9시 40분~10시 40분 1시간 특집 관계로 결방.

2021년
- 1월 1일: 2021 신년특별기획 코로노믹스 <2부 위험한 질서> 특집 관계로 금요일 오전 10시에 2021 글로벌 라이브로 방송.
- 2월 13일: 2021 설날 특집 관계로 《국악 뮤지컬 드라마 구미호 레시피 <2부>》 밤 9시 40분~10시 40분까지 편성 관계로 결방.
- 5월 22일(217회): 2021 프로축구 중계방송 직후 KBS 뉴스 9가 10분 확대 편성하여 방송시간(밤 9시 50분~10시 40분 까지)이 변경되었다.
- 5월 29일: 2021 P4G 서울정상회의 특집 다큐 그레타 툰베리의 세상을 바꾼 1년 <2부> 특집편성 관계로 결방.
- 7월 31일 ~ 8월 7일: 도쿄 올림픽 중계방송으로 결방.
- 9월 25일: 특선 다큐멘터리[화면해설] 특집 편성 관계로 결방.

2022년
- 2월 5일: 《야생의 대평원 세렝게티 2》(9시 40분 방송) 및 2022 베이징 올림픽 편성(10시 35분 방송) 관련 관계로 결방.
- 3월 5일(252회): 울진 산불 뉴스 특보 편성으로 밤 11시에 방송.
- 4월 30일: 결방.
- 7월 30일: 결방.

2023년
- 1월 21일: 설 특집 《그린 플래닛》[화면해설] 편성 관계로 결방
- 8월 5일: 《100인의 리딩쇼》 재방송. 혹서기 편성으로 결방.
- 9월 23일(327회): 항저우 아시안 게임 개막식 중계방송으로 11시 20분부터 12시 5분까지 방송.
- 9월 30일 ~ 10월 7일: 항저우 아시안 게임 중계방송으로 결방.
- 12월 30일: 《KBS 영상실록 - 국제편》 (송년특집) 편성으로 결방.

2024년
- 2월 10일: 설 특집 《다큐인사이트-한우랩소디》편성 관계로 결방
- 5월 4일: 가정의 달 특별기획 5부작 《저 너머의 출산-제5부 가족이 사라진다》편성 관계로 결방
- 7월 27일: 2024 파리 올림픽 중계방송으로 결방한 후, 7월 28일 일요일 오전 7시 15분부터 8시까지 파리 올림픽 특집으로 방송.
- 8월 3일: 2024 파리 올림픽 중계방송으로 결방.
- 9월 21일: KBS 아카이브 프로젝트 4부작 《모던코리아》 시즌4 제4회 <코리안드림-남아진흥 믹스테이프> 편성으로 결방.
- 12월 14일: KBS 뉴스 9 윤석열 대통령 탄핵소추 [화면해설] 특집 편성 관계로 결방.

2025년

## 같이 보기
- KBS 월드 24(KBS 2TV)
- 지구촌 뉴스(종영)(KBS 2TV)
- KBS 글로벌 24(종영)(KBS 2TV)